# 10366 Shozosato
A 10366 Shozosato (ideiglenes jelöléssel 1994 WD4) a Naprendszer kisbolygóövében található aszteroida. K. Endate és Vatanabe Kazuró fedezte fel 1994. november 24-én.